# Harald Scherf
Harald Scherf (* 19. Oktober 1933 in Bremen; † 30. November 2008 in Hamburg) war ein deutscher Wirtschaftswissenschaftler, Statistiker und Hochschullehrer.

## Leben
Harald Scherf war der Sohn eines Drogisten, der in der Bremer Neustadt  eine Drogerie betrieb. Er hatte zwei ältere Schwestern, die wie er aus der ersten Ehe seines Vaters stammten. Harald Scherf wurde als Zwilling geboren, seine Zwillingsschwester starb kurz nach der Geburt. Auch seine Mutter starb kurz nach der Geburt des Zwillingspaars. Der Vater schloss eine zweite Ehe, in der drei Söhne geboren wurden, unter ihnen der spätere Bremer Bürgermeister Henning Scherf.
Harald Scherf war als Kind kränklich, spielte aber bereits mit vier Jahren Schach und zeigte als Schüler sehr gute Leistungen. „Wir wurden immer mit ihm getriezt. Er selbst hat uns das manchmal auch wissen lassen und demonstriert, dass wir nicht annähernd so intelligent waren wie er“, sagte Henning Scherf über seinen älteren Bruder.
Nach dem Abitur studierte Harald Scherf an der Christian-Albrechts-Universität zu Kiel Mathematik und wurde 1961 zum Dr. rer. nat. promoviert. Außerdem studierte er Volkswirtschaftslehre bei dem Wirtschaftstheoretiker Erich Schneider. 1964 wurde er zum Dr. sc. pol. promoviert. 1967 wurde er mit der Schrift  Untersuchungen zur Theorie der Inflation habilitiert.
Einen Ruf an die Universität Hamburg erhielt er 1968. Scherfs Fachgebiet war die Inflations- und Konjunkturtheorie. Er lehrte Statistik und Volkswirtschaftslehre und war Direktor des Instituts für Statistik und Ökonometrie. 1998 ging er aus gesundheitlichen Gründen in den Ruhestand.
Die letzten zehn Jahre seines Lebens lebte Scherf zurückgezogen mit seiner zweiten Ehefrau in Hamburg. Er hat aus erster Ehe zwei Söhne sowie aus zweiter Ehe eine Tochter. Am 30. November 2008 verstarb er nach langem Krebsleiden im Kreise seiner Familie. 
Zu seinen Schülern gehören Birger Priddat und Arnis Vilks.

## Schriften
- Begründung der hyperbolischen Geometrie des Raumes. Kiel 1961
- Zur Frage der Beziehungen zwischen Löhnen und Preisen in der Bundesrepublik Deutschland 1951 bis 1961. Kiel 1964
- Untersuchungen zur Theorie der Inflation. Tübingen 1967
- Marx und Keynes. Frankfurt am Main 1986
- Enttäuschte Hoffnungen – vergebene Chancen. Göttingen 1986

Herausgeber
- Beschäftigungsprobleme hochentwickelter Volkswirtschaften. Berlin 1989